# 林强 (1943年)
林强（1943年1月—），曾用名黄强，男，福建福州人，中华人民共和国政治人物，曾任福建省人大常委会副主任，中国民主建国会中央委员会常务委员，第八届全国政协委员。
2002年12月，中国民主建国会第八次全国代表大会在北京召开，并选举产生第八届中央委员会，他当选常务委员。